# Autovie Venete
Autovie Venete S.p.A. – włoska spółka będąca operatorem trzech  autostrad: A4 (na odcinku Wenecja - Triest), A23 (między węzłami Udine Sud - A4) oraz A28 (na całej długości). W sumie odcinki zarządzane przez firmę Autovie Venete liczą 210 km. Spółka powstał w roku 1928, a jej siedziba znajduje się w Trieście.